# Vaivara (gemeente)
Vaivara (Estisch: Vaivara vald) is een vroegere gemeente in de Estische provincie Ida-Virumaa. De gemeente telde 1871 inwoners op 1 januari 2017. In 2011 waren dat er 1429. Ze had een oppervlakte van 392 km². De hoofdplaats was niet de gelijknamige plaats, maar Sinimäe.
In 2017 is de gemeente gefuseerd met de stadsgemeente Narva-Jõesuu tot een nieuwe stadsgemeente Narva-Jõesuu.
In de Tweede Wereldoorlog lag in Vaivara het grootste concentratiekamp van Estland.

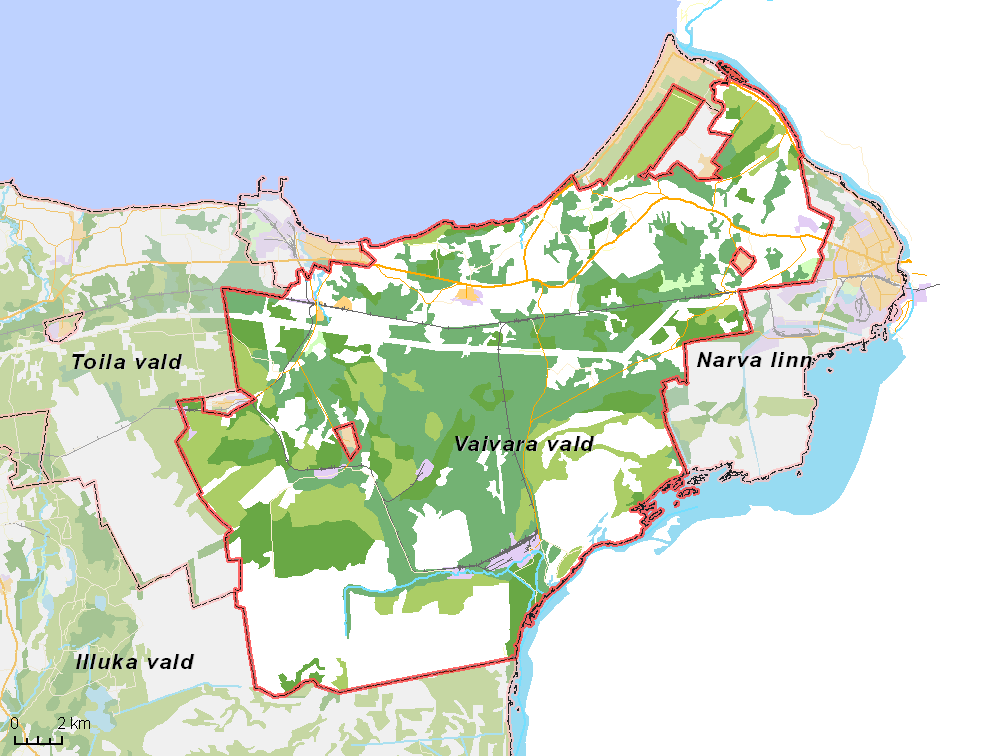
De voormalige gemeente met omliggende gemeenten